# Non si uccidono così anche i cavalli?
Non si uccidono così anche i cavalli? (They Shoot Horses, Don't They?) è un film del 1969, diretto da Sydney Pollack e tratto dall'omonimo romanzo del 1935 di Horace McCoy, presentato fuori concorso al Festival di Cannes 1970 e premiato con l'Oscar al miglior attore non protagonista a Gig Young.

## Trama
Nella California dei primi anni trenta, nel pieno della Grande depressione, è in voga un genere crudele di spettacolo, quello delle maratone di ballo, durante le quali coppie di disperati senza lavoro ballano per giorni interi, attratti, ancora prima che dal premio in denaro offerto a chi resisterà di più, dalla semplice possibilità d'avere almeno il vitto assicurato per qualche tempo. A uno di questi spettacoli, organizzato e presentato dall'ambiguo impresario Rocky in una sala da ballo sul molo di Santa Monica, partecipano tra gli altri Gloria, giovane donna sfiorita e già sconfitta dalla vita, e Robert, coinvolto suo malgrado mentre passeggiava sulla spiaggia senza meta, il quale, entrato nella pista da ballo solo per curiosità, è abbinato proprio con Gloria, rimasta senza partner, una coppia d'aspiranti attori in cui spicca l'inglese Alice, in abito da sera e platinata come Jean Harlow, Harry Kline, in divisa da marinaio e visibilmente più anziano degli avversari, la ragazza incinta Ruby e il marito James, che vivono passando da un treno merci all'altro.
La gara, iniziata da centodue coppie, si prolunga per molti giorni ed è un vero e proprio gioco al massacro, che porta i concorrenti a raggiungere e superare i loro limiti fisici e psicologici sino al completo esaurimento, al punto da continuare in uno stato di semi-coscienza, sostenendosi l'uno al corpo dell'altro, senza riuscire a riposare davvero durante le brevi pause trascorse in uno squallido dormitorio, mentre i pasti vengono consumati direttamente sulla pista da ballo. Rocky sfrutta ogni occasione per ravvivare quello che a Robert dice esplicitamente essere uno spettacolo, non una gara: organizza numeri musicali più o meno improvvisati, inventa un passato ai concorrenti (fa passare l'anziano marinaio per un eroe della Grande Guerra), ma soprattutto li costringe ad affrontare prove devastanti, i cosiddetti "derby", dieci minuti di corsa a eliminazione.
Superate ormai le mille ore (oltre quaranta giorni), la coppia Robert-Gloria si divide quando lei l'accusa a torto d'avere fatto l'amore con Alice (in realtà non era accaduto nulla, anche se egli aveva ceduto con l'abituale passività alle avances della donna): Gloria quindi si concede a Rocky, che l'aveva adocchiata fin dall'inizio, e abbandona Robert per Joel, compagno di Alice, ma si ritrova sola quando quest'ultimo si ritira dopo avere ottenuto una comparsata in un western. Il crollo della compagna di Harry le permette di continuare la gara con lui fino al drammatico "derby" delle 1.200 ore, quando se lo trascina letteralmente sulle spalle fino al traguardo, anche se nel frattempo questi è morto d'infarto. Mentre Rocky minimizza l'accaduto al pubblico, nascondendo la verità, Alice, già psicologicamente molto provata, è sconvolta dalla tragedia cui ha assistito e ha una violenta crisi nervosa.
Così Gloria e Robert si ritrovano di nuovo insieme, situazione che Rocky vorrebbe sfruttare per la riuscita dello spettacolo, proponendo loro addirittura di sposarsi in pista. Gloria riluttante apprende da questi che il premio finale è in realtà un'autentica truffa. I vincitori devono infatti rifondere le spese sostenute dall'organizzazione per mantenerli durante quelle settimane. Davanti all'ennesima sconfitta, la donna decide di farla finita con un mondo che le ha offerto solo sofferenze e infelicità, e non riuscendo chiede a Robert di premere il grilletto per lei. Mentre viene arrestato e condotto in prigione, nella sala da ballo la maratona prosegue come nulla fosse accaduto, con quattro coppie ancora in gara.

## Produzione
Il romanzo di Horace McCoy, che aveva già subìto un primo trattamento cinematografico da parte dell'autore stesso (Life is a Marathon, del 1937, rifiutato dagli studios), è stato sensibilmente modificato nella sceneggiatura di James Poe e Robert Thompson.
Nel romanzo la maratona di ballo è narrata attraverso vari flashback durante il processo al protagonista. Il regista Pollack ribalta l'ordine incentrando la vicenda sullo spettacolo, mostrando sporadicamente alcuni passi dell'istruttoria tramite flashforward.

## Distribuzione
Il film è stato trasmesso in TV per la prima volta sull'allora Rete Uno (Raiuno) alle 20:40 di lunedì 7 aprile 1980, preceduto nell'estate del 1976 dalla messa in onda in versione originale sottotitolata, dal canale in lingua italiana TV Koper Capodistria.

## Premi e riconoscimenti
Il film ha il primato di aver ottenuto il maggior numero di candidature all'Oscar (nove: miglior regista, sceneggiatura non originale, attrice protagonista, attore non protagonista, attrice non protagonista, montaggio, scenografia, costumi, colonna sonora) senza aver ottenuto quella per il miglior film.
- 1970 - Premio Oscar
  - Miglior attore non protagonista a Gig Young
  - Candidatura Migliore regia a Sydney Pollack
  - Candidatura Miglior attrice protagonista a Jane Fonda
  - Candidatura Miglior attrice non protagonista a Susannah York
  - Candidatura Migliore sceneggiatura non originale a James Poe e Robert E. Thompson
  - Candidatura Migliore scenografia a Harry Horner e Frank R. McKelvy
  - Candidatura Migliori costumi a Donfeld
  - Candidatura Miglior montaggio a Fredric Steinkamp
  - Candidatura Miglior colonna sonora a Johnny Green e Albert Woodbury
- 1970 - Golden Globe
  - Miglior attore non protagonista a Gig Young
  - Candidatura Miglior film drammatico
  - Candidatura Migliore regia a Sydney Pollack
  - Candidatura Miglior attrice in un film drammatico a Jane Fonda
  - Candidatura Miglior attore non protagonista a Red Buttons
  - Candidatura Miglior attrice non protagonista a Susannah York
- 1971 - Premio BAFTA
  - Miglior attrice non protagonista a Susannah York
  - Candidatura Miglior attrice protagonista a Jane Fonda
  - Candidatura Miglior attore non protagonista a Gig Young
  - Candidatura Miglior attore debuttante a Michael Sarrazin
  - Candidatura Migliore sceneggiatura a James Poe e Robert E. Thompson
  - Candidatura Miglior montaggio a Fredric Steinkamp
- 1971 - Kansas City Film Critics Circle Award
  - Miglior attrice protagonista a Jane Fonda
  - Miglior attore non protagonista a Gig Young
- 1969 - National Board of Review Award
  - Miglior film
- 1969 - New York Film Critics Circle Award
  - Miglior attrice protagonista a Jane Fonda